# Coupe Billie Jean King 2009
La Coupe Billie Jean King 2009 est une compétition féminine de tennis organisée le 2 mars 2009 au Madison Square Garden, à New York aux États-Unis. Il s'agissait de la première édition du tournoi exhibition Coupe Billie Jean King.

## Participantes
Par sa dotation de 1,2 million de dollars pour les quatre joueuses, le tournoi attire les meilleures joueuses du moment qui ont toutes été numéro un mondiale et dont trois d'entre elles ont gagné un tournoi du grand chelem l'année précédente. 
Ana Ivanović, 7e joueuse mondiale qui a remporté le tournoi Roland-Garros, Jelena Janković, numéro 3 mondiale,  Venus Williams, vainqueur du dernier Wimbledon et la numéro un mondiale et vainqueur des derniers US Open et Open d'Australie, Serena Williams sont les protagonistes de l'événement.
| #  | Rang mondial | Joueuses        |
| -- | ------------ | --------------- |
| 1. | 1            | Serena Williams |
| 2. | 3            | Jelena Janković |
| 3. | 5            | Venus Williams  |
| 4. | 7            | Ana Ivanović    |

## Déroulement de l'épreuve
La première demi-finale oppose Venus Williams à Jelena Janković. Venus vient de remporter deux tournois consécutifs et est la gagnante des deux derniers Tournoi de Wimbledon. Elle gagne le match 6 jeux à 4 face à la finaliste du dernier US Open. Venus réussit le premier break du match qui a été décisif à 4 jeux partout.
La deuxième demi-finale oppose Serena Williams à Ana Ivanović. Serena suit l'exemple de sa sœur puisqu'elle l'emporte 6 jeux à 3 après avoir sauvé 5 balles de break. 
La finale du tournoi oppose donc les deux sœurs Serena et Venus Williams qui s'opposent pour la deuxième fois en deux semaines. Venus reste sur deux victoires contre sa sœur. Elle commence le mieux la partie en réalisant le premier break dès le début du match pour mener 4/2.
La cadette des Williams recolle ensuite à 4 jeux à 3 et, à 4 jeux partout, réalise un break décisif lors d'un jeu d'une haute intensité et très long. Elle s'adjuge la première manche 6 jeux à 4. 
Le deuxième set est une formalité pour Serena Williams qui se détache très tôt et réalise un double break (5/1). Cependant, Venus gagnent sa mise en jeu et revient à 5/3. Serena conclut la rencontre sur la mise en jeu de sa sœur sur un ultime coup gagnant de coup droit. Score final : 6/4 6/3.
|  |                 |            |                |                 |            |   |   |        |        |        |        |        |
|  | 1/2 finale      | 1/2 finale | 1/2 finale     | 1/2 finale      | 1/2 finale |   |   | Finale | Finale | Finale | Finale | Finale |
|  |                 |            |                |                 |            |   |   |        |        |        |        |        |
|  |                 |            |                |                 |            |   |   |        |        |        |        |        |
|  | Venus Williams  | (3)        | 6              |                 |            |   |   |        |        |        |        |        |
|  | Venus Williams  | (3)        | 6              |                 |            |   |   |        |        |        |        |        |
|  | Jelena Janković | (2)        | 4              |                 |            |   |   |        |        |        |        |        |
|  | Jelena Janković | (2)        | 4              | Serena Williams | (1)        | 6 | 6 |        |        |        |        |        |
|  |                 |            |                |                 |            | 6 | 6 |        |        |        |        |        |
|  |                 |            | Venus Williams | (3)             | 4          | 3 |   |        |        |        |        |        |
|  | Serena Williams | (1)        | Venus Williams | (3)             | 4          | 3 | 6 |        |        |        |        |        |
|  | Serena Williams | (1)        |                |                 |            |   | 6 |        |        |        |        |        |
|  | Ana Ivanović    | (4)        | 3              |                 |            |   |   |        |        |        |        |        |
|  | Ana Ivanović    | (4)        | 3              |                 |            |   |   |        |        |        |        |        |

## Réaction des finalistes
"C'était une finale très intense, même pour une exhibition. Elle (Venus) ne lâche jamais rien. C'est tellement difficile de jouer contre elle, qui frappe si fort et se déplace si bien."  "Gagner ici au Madison Square Garden, et surtout gagner devant Billie Jean King et remporter la coupe, c'est vraiment super. J'espère que ce tournoi d'exhibition aura aidé à ouvrir plus de portes pour le sport féminin et en particulier le tennis féminin." a déclaré Serena.
Venus n'a pas non plus tarit d'éloges sur sa petite sœur : "J'ai essayé mais elle était trop forte aujourd'hui. Elle n'a quasiment rien manqué et j'ai peut-être eu besoin d'un peu plus de chance."